# Oratorio di Sant'Antonio Abate (Finale Ligure)
L'oratorio di Sant'Antonio abate è un edificio religioso sito lungo la strada statale 1 Via Aurelia nel rione di Varigotti a Finale Ligure, in provincia di Savona. L'oratorio sorge a fianco alla chiesa parrocchiale di San Lorenzo, a pochi metri dalla spiaggia.
L'edificio è a navata unica con volta a botte. La facciata, alleggerita da tre finestroni, ha linee semplici come del resto quelle della chiesa parrocchiale, e presentava un dipinto sopra l'ingresso, ormai completamente cancellato. L'oratorio è sede della omonima confraternita.